# 印卡帕良卡山
14°31′25″S 74°00′49″W / 14.52361°S 74.01361°W
印卡帕良卡山（Inka Pallanka），是秘魯的山峰，位於該國中南部阿亞庫喬大區，由卡門薩爾塞多區和普基奧區負責管轄，屬於安地斯山脈的一部分，海拔高度4,600米。